# Arvid Bryth

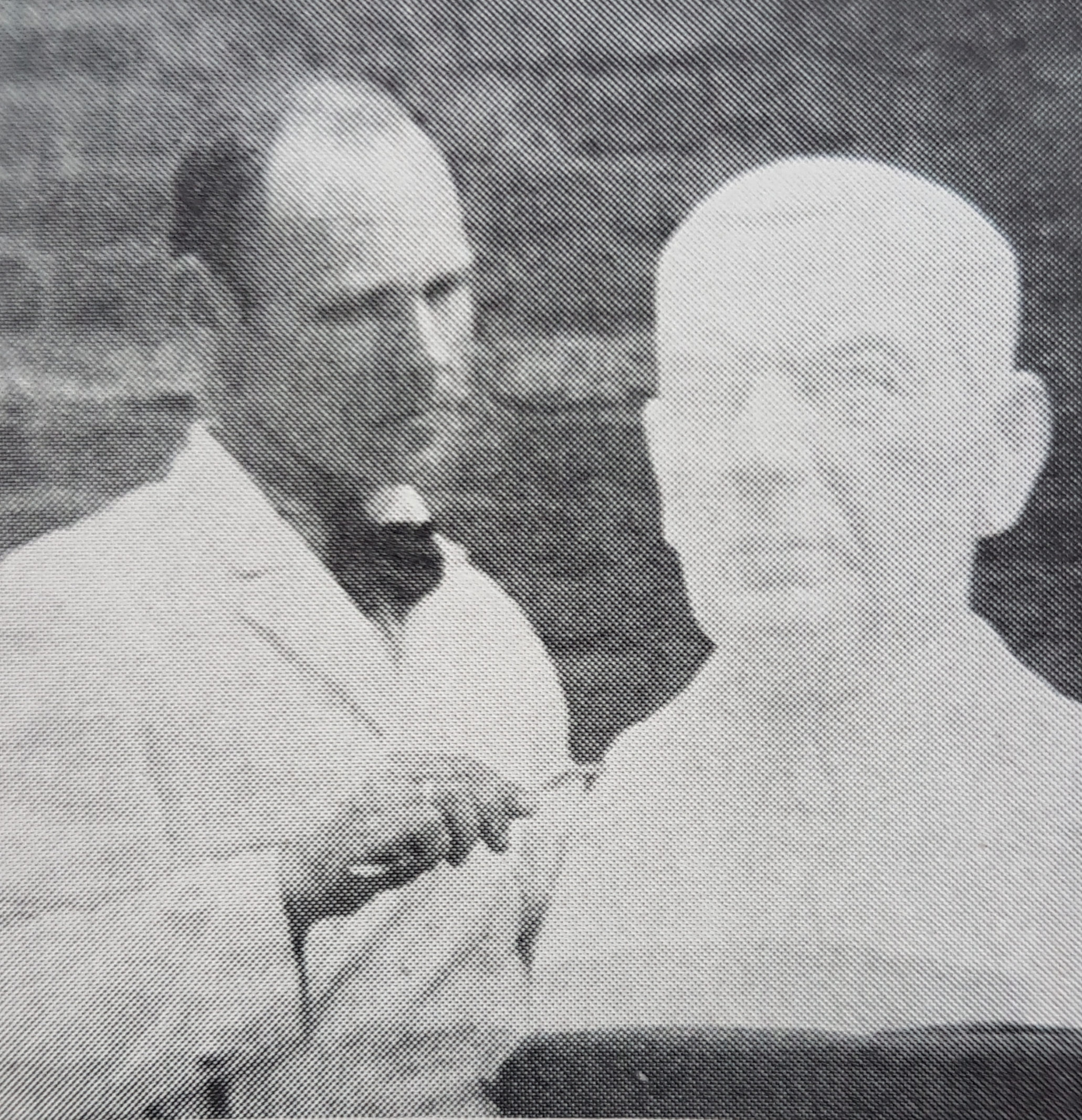
Arvid Bryth

Arvid Gideon Efraim Bryth, född 9 februari 1905 i Hakarps församling , död 12 oktober 1997 i Hemsjö, var en svensk skulptör.
Arvid Bryth är bland annat representerad i Gamla Varvsparken vid Göteborgs sjöfartsmuseum samt i Barne-Åsaka kyrka, Varnhems kyrka, Torsö kyrka, Ljungsarps kyrka och Christinae kyrka i Alingsås .

## Offentliga verk i urval
- Ungdom, brons, Esplanaden i Huskvarna,1965
- Helén, brons, Esplanaden i Huskvarna, 1964
- Ungdomssvärmeri[3] i Mölndals stadshuspark.